# Eye of the Tiger (singolo)
Eye of the Tiger è un singolo del gruppo musicale statunitense Survivor, pubblicato il 18 maggio 1982 come primo estratto dall'album omonimo.
Nel 1983 la canzone venne candidata sia all'Oscar che al Golden Globe, perdendo in entrambe le occasioni contro Up Where We Belong di Joe Cocker e utilizzata per il film Ufficiale e gentiluomo.

## Descrizione
Il brano è stato scritto da Jim Peterik e Frankie Sullivan e ha riscosso un notevole successo grazie soprattutto alla sua inclusione nella colonna sonora del film Rocky III interpretato da Sylvester Stallone. Quest'ultimo si rivolse proprio al gruppo per la realizzazione del brano, in quanto l'attore non riuscì a ottenere il permesso per utilizzare Another One Bites the Dust dei Queen. La versione inclusa nel film differisce leggermente da quella originale in quanto presenta i ruggiti di una tigre.
Il testo tratta della vita di ogni tipo di lottatore di strada, invita a rialzarsi dopo la solitudine passata, a non cedere la gloria per la fama mondiale e che chi lo fa è in grado di guardare tutti dalla notte con gli "occhi della tigre". È ricordata per il suo riff di chitarra e per il suo ritornello granitico. La canzone è stata premiata come Miglior performance rock di un duo o gruppo ai Grammy Awards 1983. Nel 2009 è stata inserita alla posizione numero 63 nella classifica delle "100 più grandi canzoni hard rock" stilata da VH1.

## Video musicale
Il video musicale fu uno dei primi a ricevere forte airplay sulla neonata MTV. Nel video si vede il cantante Dave Bickler mentre cammina a testa alta su un marciapiede, seguito a ruota dagli altri membri dei Survivor. Il gruppo si sposta successivamente in un magazzino, dentro il quale comincia a eseguire la canzone.

## Tracce
7" Single Scotti 100 14 001 [us,de]
7" Single Scotti Brothers SCT A 2411 [uk,nl]
7" Single Scotti Brothers 7Y0029 [jp]
1. Eye of the Tiger – 3:45
2. Take You on a Saturday – 4:06

12" Maxi Scotti Brothers 120 14 001 [us,de]
12" Maxi Scotti 120 14 016 [us]
1. Eye of the Tiger – 4:05
2. Take You on a Saturday – 4:06

12" Maxi Scotti Brothers TA 2411 [uk]
1. Eye Of The Tiger (Special Extended European Version) – 5:58
2. Take You On A Saturday – 4:05

## Successo commerciale
Negli Stati Uniti si è piazzato al primo posto della Billboard Hot 100 e ci è rimasto per sei settimane consecutive, risultando il secondo singolo più venduto dell'anno dietro solo a Physical di Olivia Newton-John. Il singolo è stato certificato disco di platino dalla Recording Industry Association of America nell'agosto del 1982 per aver venduto più di un milione di copie a livello nazionale. La canzone è arrivata ad ottenere il suo secondo disco di platino anche per le copie vendute in formato digitale nel febbraio del 2014. Nel Regno Unito ha raggiunto la vetta della Official Singles Chart, ed è stato certificato doppio disco di platino dalla British Phonographic Industry in seguito alle 1 460 000 copie vendute. Complessivamente, Eye of the Tiger ha venduto più di 9 milioni di copie nel mondo ed è oggi uno dei singoli più venduti di sempre.

## Classifiche

### Classifiche settimanali
| Classifica (1982)                | Posizione massima |
| -------------------------------- | ----------------- |
| Australia                        | 1                 |
| Austria                          | 2                 |
| Belgio (Fiandre)                 | 3                 |
| Canada                           | 1                 |
| Danimarca                        | 8                 |
| Finlandia                        | 1                 |
| Francia                          | 3                 |
| Germania                         | 13                |
| Giappone                         | 10                |
| Giappone (international)         | 1                 |
| Irlanda                          | 1                 |
| Italia                           | 3                 |
| Norvegia                         | 1                 |
| Nuova Zelanda                    | 4                 |
| Paesi Bassi                      | 6                 |
| Regno Unito                      | 1                 |
| Spagna                           | 5                 |
| Stati Uniti                      | 1                 |
| Stati Uniti (mainstream rock)    | 1                 |
| Stati Uniti (adult contemporary) | 27                |
| Stati Uniti (dance club play)    | 59                |
| Sudafrica                        | 1                 |
| Svezia                           | 5                 |
| Svizzera                         | 6                 |
| Classifica (2006)                | Posizione massima |
| Stati Uniti (ringtones)          | 9                 |
| Classifica (2009)                | Posizione massima |
| Canada (digital)                 | 43                |
| Stati Uniti (digital)            | 64                |

### Classifiche di fine anno
| Classifica (1982) | Posizione |
| ----------------- | --------- |
| Australia         | 1         |
| Austria           | 18        |
| Belgio (Fiandre)  | 28        |
| Canada            | 2         |
| Italia            | 23        |
| Nuova Zelanda     | 30        |
| Paesi Bassi       | 39        |
| Regno Unito       | 3         |
| Stati Uniti       | 2         |
| Sudafrica         | 2         |
| Classifica (1983) | Posizione |
| Francia           | 11        |

### Classifiche di fine decennio
| Classifica (1980-89) | Posizione |
| -------------------- | --------- |
| Regno Unito          | 12        |
| Stati Uniti          | 4         |

### Classifiche di tutti i tempi
| Classifica (1958-2021) | Posizione |
| ---------------------- | --------- |
| Stati Uniti            | 28        |
| Classifica             | Posizione |
| Regno Unito            | 21        |

## Nella cultura di massa

### Film
La canzone è apparsa in vari film tra cui:
- Rocky III nel 1982
- Rocky IV nel 1985
- Big Daddy - Un papà speciale nel 1999
- Animal nel 2001
- Big Fat Liar nel 2002
- Derby in famiglia nel 2005
- Ricky Bobby - La storia di un uomo che sapeva contare fino a uno nel 2006
- Cani & gatti - La vendetta di Kitty nel 2010

La canzone è apparsa anche in alcuni film d'animazione tra cui:
- Asterix e i vichinghi nel 2006
- Persepolis nel 2007
- Turbo nel 2013

### Serie televisive
- Supercar - Stagione 2, episodio 12
- Tutto in famiglia - Stagione 2, episodio 10
- Degrassi: The Next Generation - Stagione 4, episodio 16
- My Name Is Earl - Stagione 2, episodio 11
- Supernatural - Stagione 4, episodio 6
- Chuck - Stagione 3, episodio 1
- Breaking Bad - Stagione 4, episodio 9
- New Girl - Stagione 1, episodio 7
- The Big Bang Theory - Stagione 3, episodio 4
- Love - Stagione 1, episodio 7
- Modern family - Stagione 1, episodio 23
- The Blacklist - Stagione 7, episodio 13

### Videogiochi
- La canzone appare come traccia suonabile nei videogiochi simulatori di strumenti Guitar Hero World Tour, Guitar Hero: On Tour Decades, Guitar Hero Live e Rock Band 2.
- La canzone appare nel livello musicale Follia Mariachi in Rayman Legends

## Cover
- Nel 1984, il cantante-comico "Weird Al" Yankovic ha realizzato una versione parodistica della canzone intitolata Theme from Rocky XIII per il suo album "Weird Al" Yankovic in 3-D.
- Nel 1999, la canzone è stata reinterpretata dal gruppo power metal tedesca At Vance e inserita nel loro album di debutto, No Escape.
- Nel 2005, Paul Anka ha registrato una nuova versione della canzone per il suo album di cover Rock Swings.
- Nel 2006, la canzone è stata reinterpretata dalla cantante francese Amel Bent per l'inserimento nei film d'animazione Asterix e i vichinghi.
- Nel 2007 è stata invece la cantante francese Chiara Mastroianni a reinterpretare la canzone, stavolta per l'inserimento nel film d'animazione Persepolis.
- Nel 2012, la canzone è stata reinterpretata durante la seconda edizione di The Glee Project, il talent show derivato dalla serie televisiva Glee.
- Nel 2018 il gruppo heavy metal tedesco Bonfire ha pubblicato una versione del brano contenuta nella raccolta Legends
- Il 1 ottobre 2020 il gruppo svizzero Gotthard ha pubblicato una versione del brano in due versioni (una elettrica ed una acustica) in memoria del cantante Steve Lee, scomparso nello stesso mese del 2010.

## Riconoscimenti
- 1983 - Premio Oscar
  - Nomination Miglior canzone
- 1983 - Golden Globe
  - Nomination Miglior canzone originale
- 1983 - Premio BAFTA
  - Nomination Miglior canzone originale
- 1983 - Grammy Awards
  - Miglior performance rock di un duo o un gruppo